# 40e régiment d'infanterie (France)
Pour les articles homonymes, voir 40e régiment.
Le 40e régiment d'infanterie (40e RI) est un régiment d'infanterie de l'Armée de terre française créé sous la Révolution à partir du régiment de Soissonnais, un régiment français d'Ancien Régime.

## Création et différentes dénominations
- 1762 : Renommé régiment de Soissonnais
- 1er janvier 1791 : Tous les régiments prennent un nom composé du nom de leur arme avec un numéro d'ordre donné selon leur ancienneté. Le régiment de Soissonnais devient le 40e régiment d'infanterie de ligne ci-devant Soissonnais.
- 1793 : Amalgamé il prend le nom de 40e demi-brigade de première formation
- 1796 : Création de la 40e demi-brigade de deuxième formation
- 1803 : renommé 40e régiment d’infanterie de ligne
- 16 juillet 1815 : comme l'ensemble de l'armée napoléonienne, il est licencié à la Seconde Restauration
- 11 août 1815 : création de la légion de la Somme
- 1820 : la 77e légion de la Somme est amalgamée et renommée 40e régiment d'infanterie de ligne.
- 1882 : Renommé 40e régiment d'infanterie
- 1919 : dissolution
- 1939 : recréation sous le nom de 40e demi-brigade alpine de forteresse
- 1940 : dissolution

## Chefs de corps
- 1780-1791 : Colonel Charles-César de Faÿ de La Tour-Maubourg
- 1792 : Colonel Jean Jacques François Barthélemy de Lafont
- 1792 : Colonel Jacques-Grégoire-Louis Brobecque
- 1793 : Colonel Félix Antoine Duportal
- 1793 : Chef de brigade Jacques Lefranc
- 1800 : Chef de brigade puis colonel François Marie Guillaume Legendre d'Harvesse
- 1805 : Colonel Claude Étienne Michel
- 1806 : Colonel Thomas Jean Chassereaux
- 1809 : Colonel Théodore François Millet
- 1812 : Colonel Jean Joseph Gromety
- 16 janvier 1813 : Colonel Jean Augustin Antoine Mouton[1]
- 2 juillet 1813 : Colonel Michel Jacquemet[2]
- 1814 : Colonel Louis Loup Étienne Martin Bougault(« à la suite » le 16 août, titulaire le 18 novembre)
- 12 mai 1816 : Colonel Charles Louis Sébastien de Staglieno[3]
- 30 décembre 1819 : Colonel Philippon
- 19 janvier 1821 : Colonel Jean Augustin Antoine Mouton
- 19 août 1823 : Lieutenant-colonel de Reynac
- 2 septembre 1823 : Colonel Joseph Kindelan
- 17 avril 1829 : Colonel Louis de Roquefeuil
- 22 août 1830 : Colonel Pierre Hyacinthe Boucher de Morlaincourt
- 22 août 1830 : Colonel François Marie Joseph Charon (1787-1864)
- 1858 : Colonel Charles Grégoire Léonard de Passorio Peyssard

## Historique des garnisons, combats et batailles du40eRI

### 40erégimentd'infanterie ci-devant Soissonnais (1791-1796)

#### Révolution française

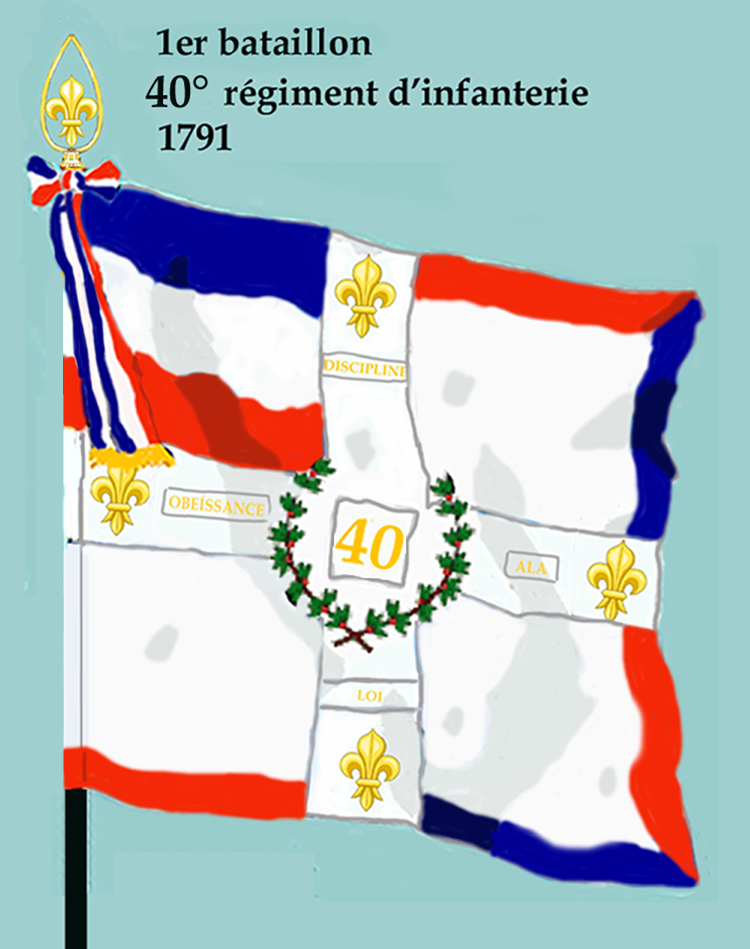
Drapeau du 1er bataillon du 40e régiment d'infanterie de ligne de 1791 à 1793
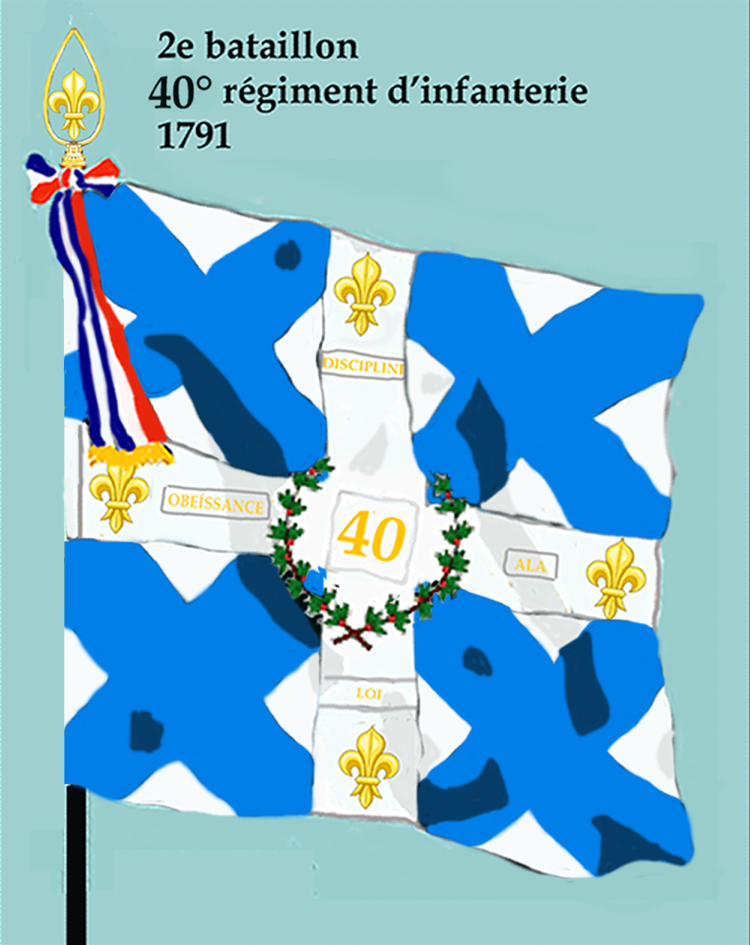
Drapeau du 2e bataillon du 40e régiment d'infanterie de ligne de 1791 à 1793
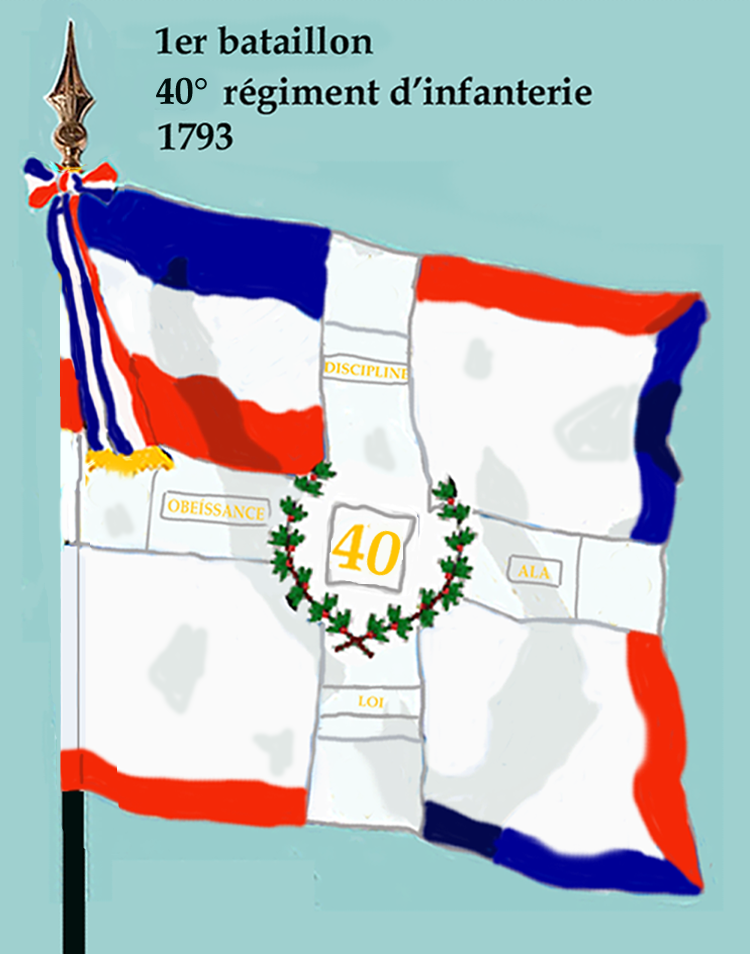
Drapeau du 1er bataillon du 40e régiment d'infanterie de ligne de 1793 à 1795
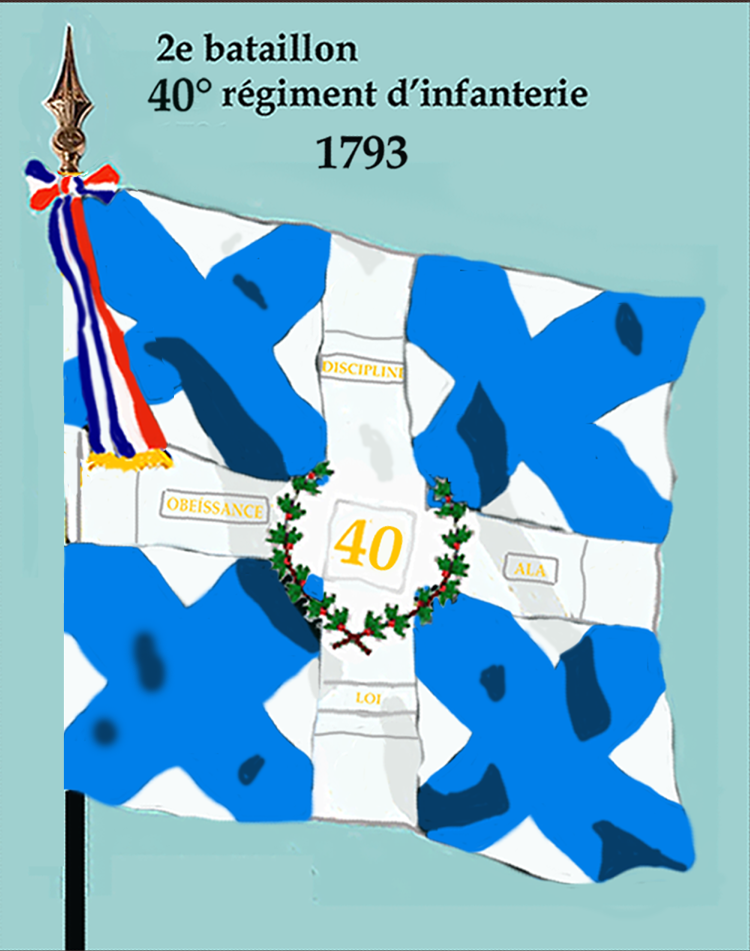
Drapeau du 2e bataillon du 40e régiment d'infanterie de ligne de 1793 à 1795

L'ordonnance du 1er janvier 1791 fait disparaître les diverses dénominations, et les corps d'infanterie ne sont désormais plus désignés que par le numéro du rang qu'ils occupaient entre eux. Ainsi, 101 régiments sont renommés et le régiment de Soissonnais devient le 40e régiment d'infanterie de ligne. Les régiments sont toutefois largement désignés avec le terme ci-devant, comme 40e régiment d'infanterie ci-devant Soissonnais.
En mars 1791, le 2e bataillon quitta Montpellieret se retirera à Nîmes. Il y fut rejoint, le 20 avril, par le 1er bataillon qui était depuis peu à Saint-Ambroix. Au mois de juin, le régiment fit partie de la petite armée chargée de rétablir l'ordre dans ce malheureux pays, et qui força Jourdan Coupe-Tête et ses cannibales à lever le siège de Carpentras. Le 40e régiment d'infanterie de ligne fut mis en garnison à Avignon et y resta jusqu'à la fin de l'année.
Au commencement de 1792, le 40e de ligne se rendit à Grenoble, où il fut abandonné, au mois de février, par tous ses officiers, à l'exception de cinq. Malgré cette inexcusable trahison de leurs chefs, les soldats se maintinrent dans une exacte discipline. Le 40e régiment d'infanterie de ligne passa une partie de l'année sur cette frontière, à l'armée des Alpes soit à Montdauphin, soit à l'armée du Midi commandée par Montesquiou, et quand les hostilités commencèrent sur le Rhin, il se mit en marche pour rallier l'armée du maréchal Luckner. Cette destination fut changée en route.
Le 1er bataillon s'arrêta à Belfort et fait les campagnes de 1793, 1794 et 1795 aux armées du Rhin et de la Moselle.
 
Le 2e bataillon fut dirigé sur Longwy et servit entre la Meuse et le Rhin et se fit remarquer, en décembre
1793, aux affaires qui amenèrent la reprise des lignes de la Lauter et à la deuxième bataille de Wissembourg.

### 40edemi-brigadede première formation (1793-1796)

#### Guerres de la Révolution
En 1793, lors du premier amalgame la 40e demi-brigade de première formation est formée  avec les :
- 2e bataillon du 20e régiment d'infanterie (ci-devant Cambrésis)
- 3e bataillon de volontaires des Landes
- 3e bataillon de volontaires des Hautes-Pyrénées

La 40e demi-brigade rattachée à l'armée des Pyrénées Occidentales s'illustra pendant la capture du col d'Ispeguy
Lors du second amalgame, elle est incorporée dans la 27e demi-brigade de deuxième formation.

### 40edemi-brigadede deuxième formation (1796-1803)

#### Guerres de la Révolution et de l'Empire
La 40e demi-brigade de deuxième formation est formée le 13 fructidor an IV (30 août 1796) par l'amalgame des :
- 28e demi-brigade de première formation (2e bataillon du 14e régiment d'infanterie (ci-devant Forez), 6e bataillon de volontaires de la Manche, 10e bataillon de volontaires de la Manche)
- 184e demi-brigade de première formation (2e bataillon du 104e régiment d'infanterie, 27e bataillon de volontaires des réserves et 9e bataillon de volontaires du Pas-de-Calais)
- 2e bataillon de volontaires de l'Eure
- 14e bataillon de volontaires de la Seine-Inférieure également appelé 3e bataillon de volontaires de Rouen
- Dépôt du 2e bataillon du 15e régiment d'infanterie (ci-devant Béarn)

La 40e demi-brigade s'illustra à l'armée d'Italie principalement en 1796 lors des batailles de Caldiero et du pont d'Arcole et en 1797 à celle du Tagliamento.
La demi-brigade fut l'une des dernières à quitter l'Italie pour prendre garnison en Normandie.
En 1799, la compagnie d'élite de grenadiers de la 40e demi-brigade, qui y était alors en garnison à Caen adopta un chien et lui donna le nom de Moustache.
En 1800, la 40e demi-brigade est affectée à l'armée d’Italie. Elle quitte la Normandie, et appelée à participer à  la campagne d'Italie, franchit, en mai, les Alpes au col du Grand-Saint-Bernard et, après avoir traversé le Val d'Aoste arrive à Alexandrie où le régiment prend son cantonnement. Durant le voyage, la 40e demi-brigade est en première ligne durant le siège du fort de Bard, à Ivrée, au passage de la Chiusella, à Montebello et s'illustre particulièrement, le 14 juin, à la bataille de Marengo où elle joua un rôle décisif et reçut quinze fusils d'honneur et un nombre considérable de citations lui furent décernées, puis se distingue lors passage du Mincio.
La paix revenue, la 40e demi-brigade de deuxième formation est envoyée prendre ses quartiers à Brest, dans le Finistère.

### 40erégimentd'infanterie de ligne (1803-1815)

#### Guerres de l'Empire
Par décret du 1er vendémiaire an XII (24 septembre 1803), le Premier Consul prescrit une nouvelle réorganisation de l'armée française. Il est essentiel de faire remarquer, pour faire comprendre comment, souvent le même régiment avait en même temps des bataillons en Allemagne, en Espagne et en Portugal, ou dans d'autres pays de l'Europe, que, depuis 1808, quelques régiments comptaient jusqu'à 6 bataillons disséminés, par un ou par deux, dans des garnisons lointaines et dans les diverses armées mises sur pied depuis cette date jusqu'en 1815.

Ainsi, le 40e régiment d'infanterie de ligne est formé à 3 bataillons avec la 1er, 2e et 3e bataillons de la 40e demi-brigade de deuxième formation.
En 1803, il est au camp de Saint-Omer dans le département du Pas-de-Calais et est rattaché dans la 1re division du 5e corps, commandée de 1803 à 1809 par le général Suchet.

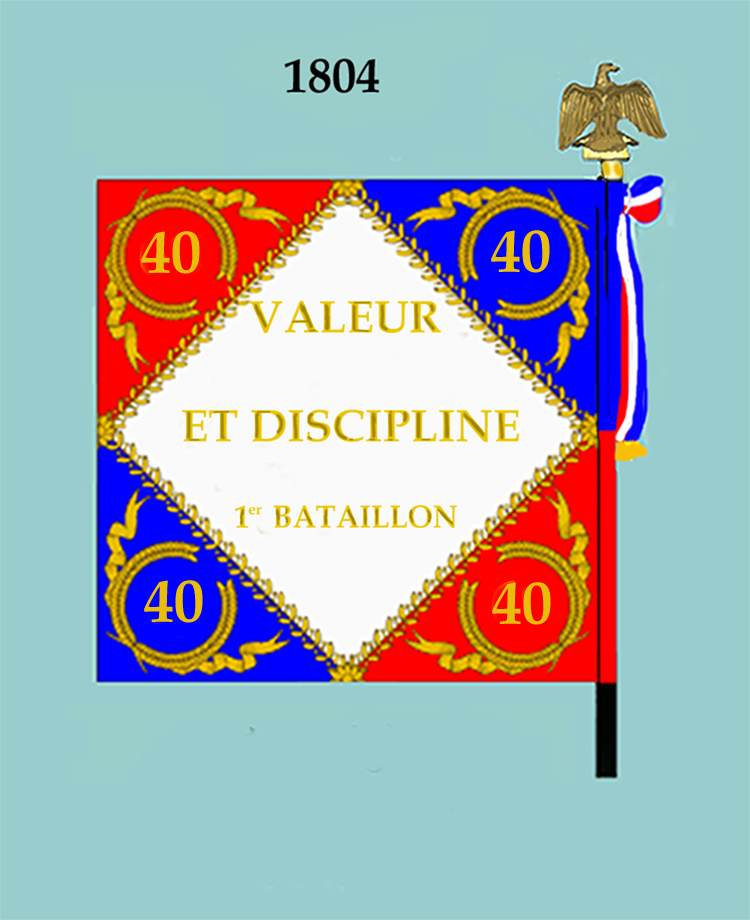
Drapeau du 1er bataillon de 1804 à 1812 (revers)
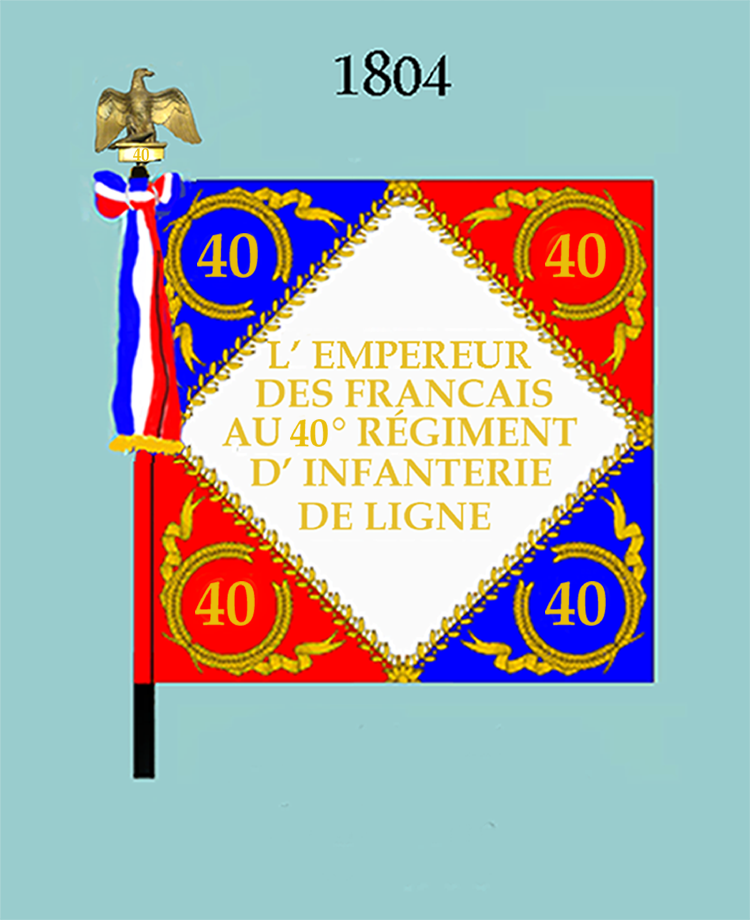
Drapeau du 1er bataillon de 1804 à 1812 (avers)

Le 2 septembre 1805, le 40e régiment de ligne commence son mouvement vers l'Autriche et franchit le Rhin le 30 septembre

Après avoir participé aux batailles d'Ulm et d'Hollabrunn il se trouve le 2 décembre, à la bataille d'Austerlitz, ou l'unité, qui rattachée à la 2e brigade de la 3e division d'infanterie du 5e corps d'armée du général Lannes qui a pour mission de défendre la route d'Olmütz et de couper l'aile droite des troupes austro-russes.
Le régiment à partir du 1er juin 1806 participe à la campagne de Prusse et de Pologne et se trouve engagé aux batailles de Saalfeld (10 octobre), d'Iéna (14 octobre) et de Pultusk.
En 1807, il est aux batailles d'Ostrolenka et de Friedland puis dans le 5e corps d'occupation en Silésie.
En 1808, il part pour l'Espagne, tout en laissant un bataillon en Allemagne. Après avoir passé Bayonne et Irun, le régiment arrive, fin décembre 1808, devant Saragosse ou il s'illustrera.
En novembre 1809, il se trouve au combat d'Arzobispo puis aux batailles d'Ocaña et de la Sierra-Morena. Pendant ce temps, les bataillons restés en Allemagne participent aux batailles d'Ebersberg, d'Essling et de Wagram (5 et 6 juillet).
En 1810, les bataillons espagnols sont engagés dans les batailles de Villa-Garcia et de Fuente de Cantos.

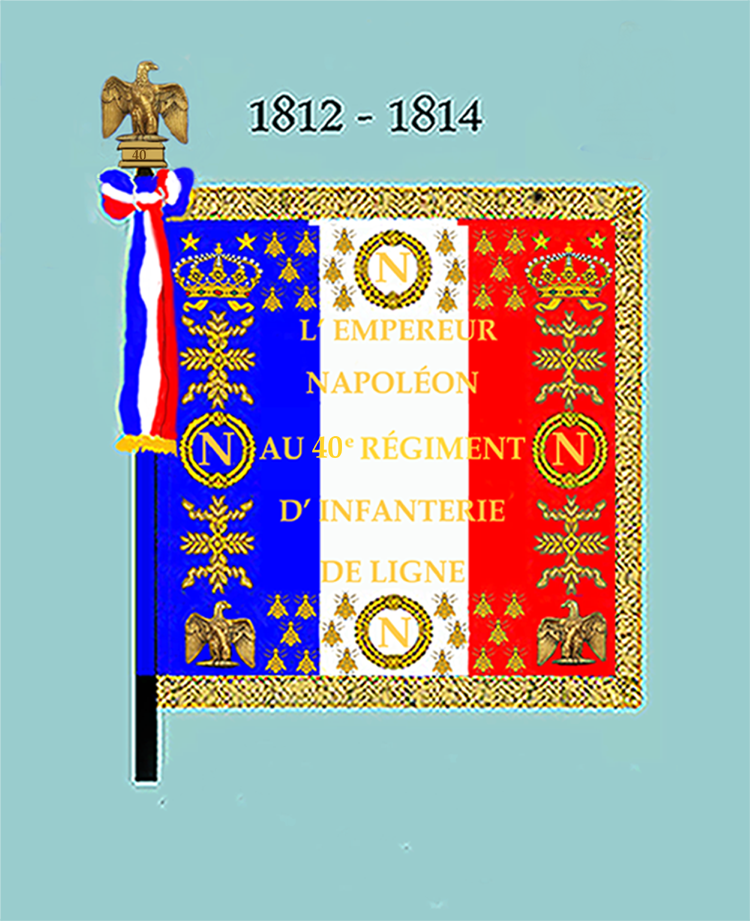
Drapeau modèle de 1812 à 1814 (avers)
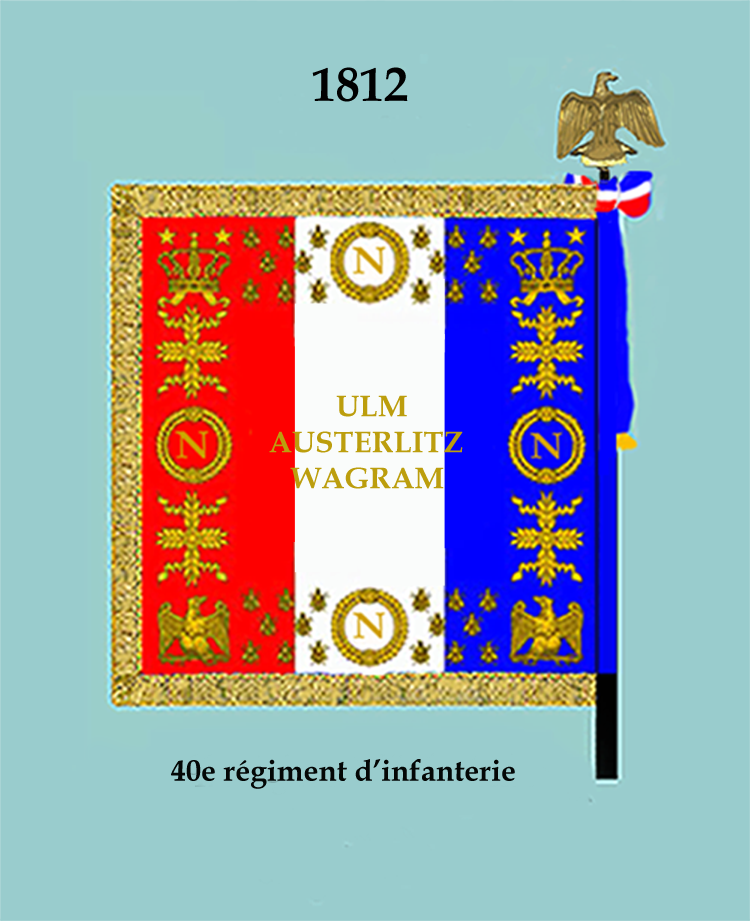
Drapeau modèle de 1812 à 1814 (revers)

Le 22 janvier 1811 le régiment participe au siège d'Olivença avant d'arriver à Badajoz pour assiéger la ville le 26 janvier 1811. En mai il est aux batailles de Fuentes de Onoro, d'Albuhera et en octobre à la bataille d'Arroyomolinos.
En 1813, il est engagé à la bataille de Cubiry, au siège de Saint-Sébastien et à la bataille de la Nivelle.

Pendant ce temps, les bataillons restés en Allemagne participent aux batailles de Grossgohren, de Lützen, de Bautzen, de La Katzbach, de Kulm, de Leipzig (du 16 au 19 octobre) et de Hanau.
En 1814 les bataillons espagnols combattent à Saint-Pierre d'Irube, Orthez (27 février) et Toulouse tandis que les bataillons allemands en retraite combattent durant la campagne de France à Rosnay, Montmirail (11 février) Champaubert, Vauchamps (14 février), Laon, Claye (28 mars) et Villeparisis.
Après l'exil de Napoléon Ier à l'île d'Elbe, l'ordonnance royale du 12 mai 1814 qui réorganise les corps de l'armée française donne le no 38 au 40e régiment d'infanterie de ligne.

À son retour de l'île d'Elbe, Napoléon Ier prend, le 20 avril 1815, un décret qui rend aux anciens régiments d'infanterie de ligne les numéros qu'ils avaient perdus. Le régiment redevient le 40e régiment d'infanterie de ligne et combat à Surzberg, Suffelweyersheim et Strasbourg.

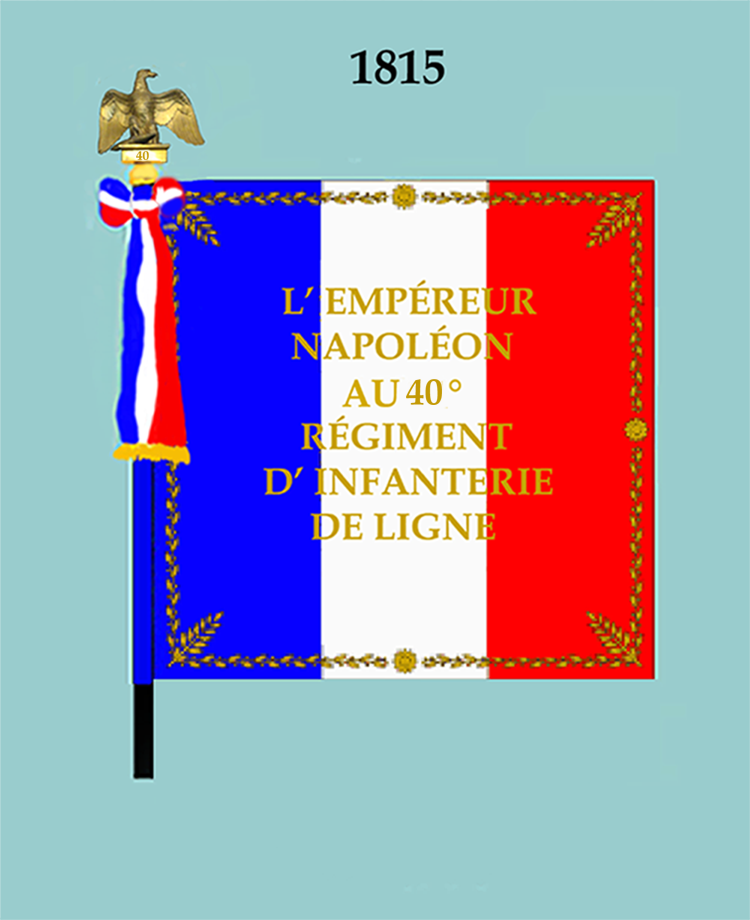
Drapeau modèle de 1815 (avers)
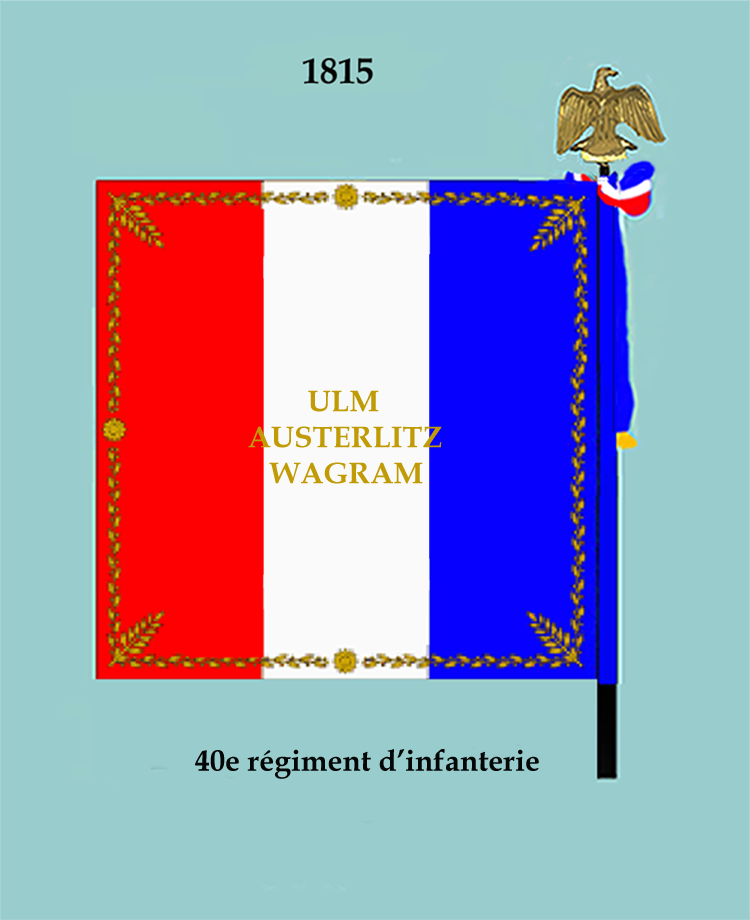
Drapeau modèle de 1815 (revers)

Après la seconde abdication de l'Empereur, Louis XVIII réorganise de l'armée de manière à rompre avec l'héritage politico-militaire du Premier Empire.
A cet effet une ordonnance du 16 juillet 1815 licencie l'ensemble des unités militaires françaises.

### Légion de la Somme (1815-1820)
Par ordonnance du 11 août 1815, Louis XVIII crée les légions départementales. La Légion de la Somme, qui deviendra le 40e régiment d'infanterie de ligne en 1820, est créée.

### 40erégiment d'infanterie de ligne (1820-1882)
En 1820 une ordonnance royale de Louis XVIII réorganise les corps de l'armée française en transformant les légions départementales régiments d'infanterie de ligne. Ainsi, le 40e régiment d'infanterie de ligne est formé, à Wissembourg, avec les 3 bataillons de la légion de la Somme.

#### 1820 à 1852

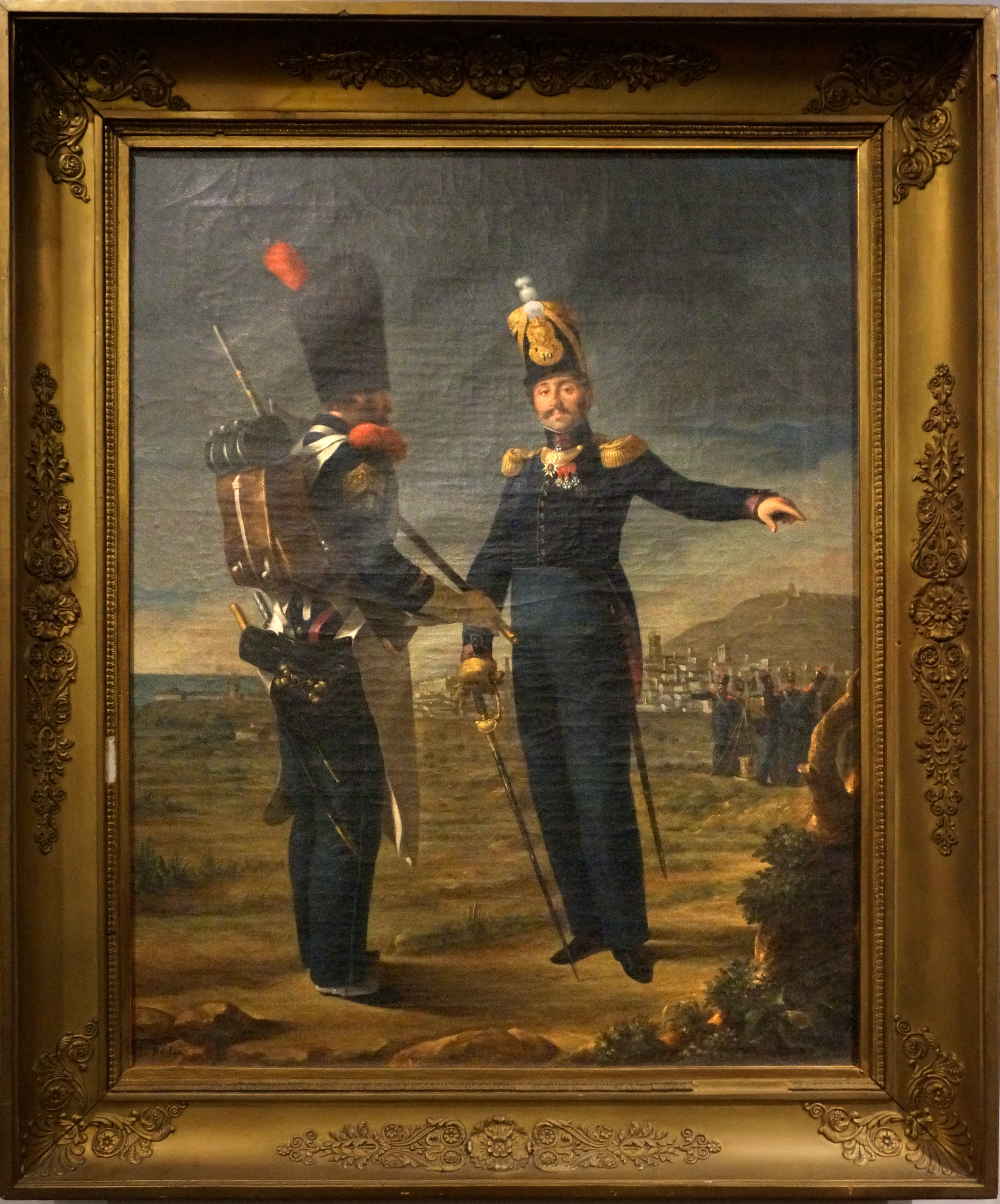
Officier du 40e RI en Espagne en 1823.

En 1823 le régiment participe à l'expédition d'Espagne et est engagé au siège de Pampelune puis à la prise de Lérida.
De 1824 à 1826, il fait partie du corps d'occupation d'Espagne et se trouve en garnison à Figueras, Gérone et en 1827 il laisse des détachements au fort de Bellegarde, à Collioure, Port-Vendres, Prats-de-Mollo et Fort-les-Bains en remplacement des troupes suisses, le reste du régiment se trouvant en garnison à Perpignan.
Une ordonnance du 18 septembre 1830 créé le 4e bataillon et porte le régiment, complet, à 3 000 hommes.

#### Second Empire
De 1852 à 1861, le régiment participe l'expédition de Rome.
Lors de la Guerre franco-prussienne de 1870 le régiment, rattaché à l'armée du Rhin, est engagé à la bataille de Sarrebruck (2 août) et à la bataille de Forbach-Spicheren (6 août).

Dans la nuit du 5 au 6 août 1870, une division de cavalerie prussienne se porta en avant de Sarrebruck  et fut accueillie par une vive fusillade partie des hauteurs de Spicheren, occupée par les troupes françaises, dont le 40e régiment d'infanterie, qui repoussa l'ennemi. Mais, dès 9 heures du matin, ces hauteurs étaient tournées par les troupes prussiennes et les troupes françaises furent contraintes de se replier après une héroïque résistance.
À 12 h 30, une nouvelle division prussienne entrait en ligne et 5 de leurs bataillons se portaient sur Styring afin de prendre de flanc les Français. La lutte devint alors sanglante, acharnée. A un contre dix, les bataillons prussiens furent repoussés et les soldats français, combattant avec le courage le plus héroïque, refoulèrent les prussiens au-delà de Styring. 
Le 4e bataillon du 40e RI fut incorporé dans le 3e régiment de marche qui fit partie de l'armée de Châlons et subit la capitulation de Sedan.

#### 1871 à 1914
Lorsque furent formés les régiments de marche, le 40e prit part aux affaires de l'armée de la Loire.
Une compagnie de marche du 40e entra dans la composition du 33e de marche avec lequel elle fait partie de l'armée de la Loire et prend part au siège de Paris.
Un bataillon de marche du 40e, fort de quatre compagnies, fait la campagne du Nord dans la brigade indépendante Isnard. Ce bataillon est incorporé le 12 janvier 1871, à Masnières, au 73e régiment de marche commandé par le lieutenant-colonel Charles Gustave Castaigne.
La brigade Isnard fut annexée au 23e corps sous les ordres du général Christian Paulze d'Ivoy, et assiste à la bataille de Saint-Quentin le 19 janvier 1871.
- Évènements de Marseille 31 mars au 3 avril 1871
- Campagne de Tunisie 1881

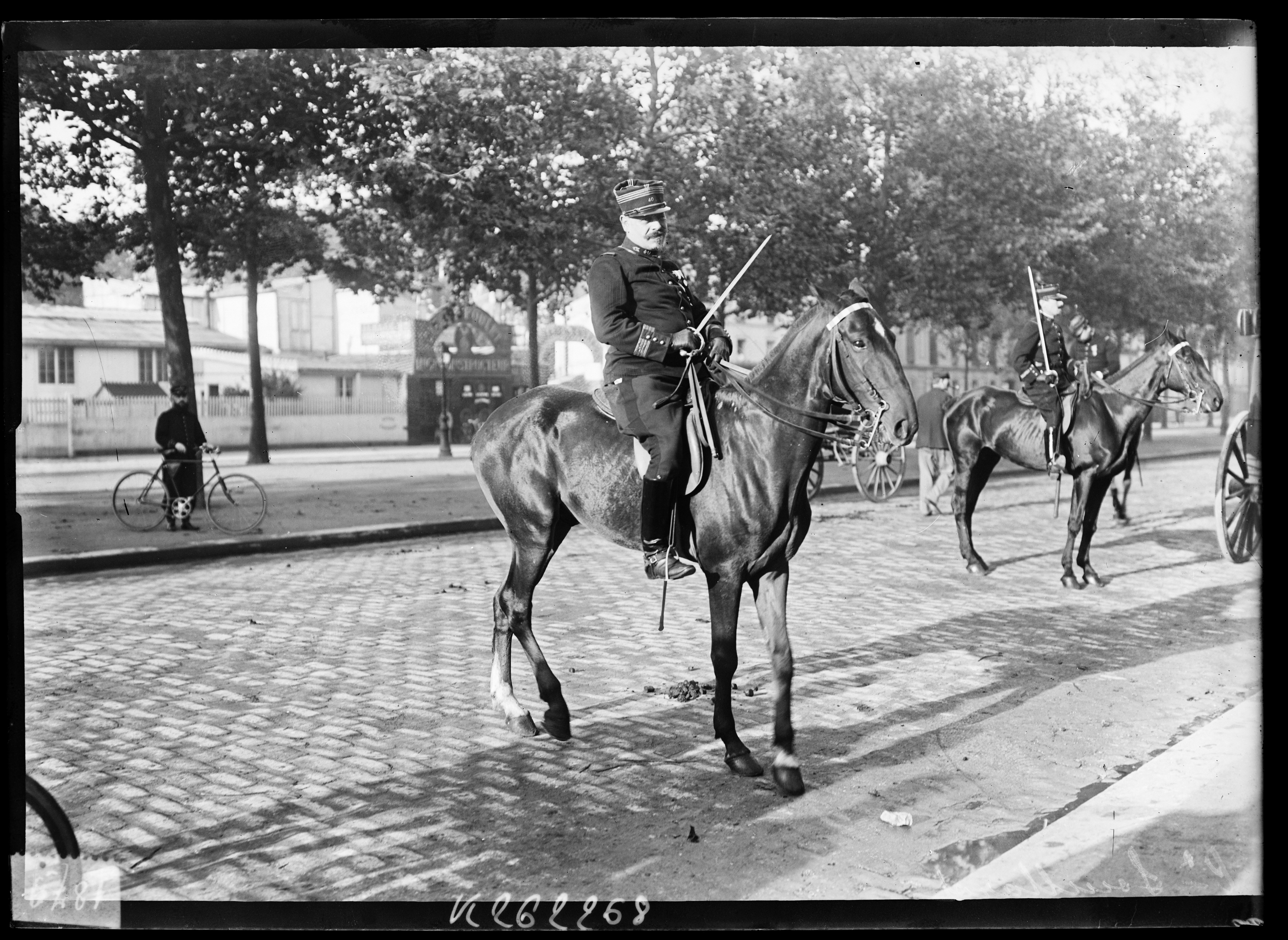
Le commandant Souillard du, commandant la manœuvre des sociétés d'instruction militaire de France le 7 octobre 1906.

Lors de la réorganisation des corps d'infanterie de 1887, le 4e bataillon forme le 145e régiment d'infanterie et le 1er bataillon forme le 159e régiment d'infanterie.

### Première Guerre mondiale

#### Situation en 1914
En 1914, les trois bataillons du 40e RI sont casernés respectivement à Nîmes, Alès et Uzès. Le régiment est rattaché à la 59e brigade d'infanterie, 30e division d'infanterie, 15e corps d'armée.

#### Déroulement des opérations
La mobilisation du 40e RI commence le 1er août 1914. Son effectif au 5 août est de 63 officiers et 3 119 sous-officiers, caporaux et soldats. Le 5 août, le régiment quitte Nîmes par train pour être dirigé sur la frontière franco-allemande de l'époque, dans le secteur de Juvrecourt en Lorraine. Le 10 août, pour son premier engagement, un détachement du 40e RI prend Lagarde, village frontalier allemand (à l'époque), à l'issue d'un combat à la baïonnette, mais la contre-attaque par des forces supérieures en nombre fait reculer le front occasionnant des pertes sérieuses, le bataillon d'Alès étant pratiquement anéanti le 11 août. Le régiment perd l'équivalent d'un second bataillon à Dieuze, lors de la bataille de Lorraine le 20 août 1914. Le 40e RI est réduit à 900 hommes valides après 2 semaines de guerre, !
Le régiment est ensuite engagé à Verdun du 21 juin au 18 août 1916, la 30e DI étant mise à la disposition du groupement D (Verdun, rive droite de la Meuse) pour relever la 23e D.I. dans le secteur s’étendant de la Meuse au bois d’Haudromont (secteur de la côte du Poivre).
Du 27 août au 12 octobre 1916, le régiment est envoyé dans le secteur de Soissons.
En janvier 1917, le régiment part pour Salonique. Il est engagé dans le secteur de Florina, contre les Bulgares; en juin, il participe à l'occupation d'Athènes, puis repart sur le front dans les secteurs de Florina et Monastir. Les bombardements subis le 29 décembre 1917 provoquent le décès du général de division Jean Colin.
Le 13 septembre 1918, l'Armée d'Orient prend l’offensive et à partir du 25 septembre, toute la division entame une progression rapide, mais pénible en raison des températures déjà froides et du ravitaillement défaillant, tributaire de moyens de transport précaires et de mauvais chemins. Après l'armistice séparé demandé par la Bulgarie le 29 septembre, il est décidé d’engager la 30e DI contre les Allemands de Mackensen en Roumanie. Le régiment revient alors sur ses pas, puis par une série de marches tout aussi pénibles, se porte jusqu'à Kustendil où il arrive le 1er novembre. L'armistice du 11 novembre surprend le 40e DI alors qu'il franchit le Danube. Il arrive à Bucarest le 28 novembre et participe à la revue militaire à l'occasion du retour du roi de Roumanie dans sa capitale le 1er décembre.
Du 24 février jusqu'au 13 juin, le régiment est engagé dans une pénible campagne contre les bolcheviks en Russie méridionale et en Bessarabie.
Le 31 août 1919, le 40e régiment d’infanterie métropolitaine de marche est dissout. Le noyau administratif du 40e R.I. est dirigé sur le dépôt du 40e à Nîmes.

#### Pertes humaines
Au total, le 40e RI a perdu 2 030 hommes pendant la Première Guerre mondiale. 1 514 sont morts à l'ennemi, dont 35 officiers et 45 sous-officiers, et 516 ont été portés disparus dont 9 officiers et 28 sous-officiers.

#### Distinctions individuelles
Le 40e RI a compté, au titre des opérations de la Première Guerre mondiale, 24 décorés de la Légion d'Honneur dont trois au grade d'officier et 77 médailles militaires, 16 citations à l'ordre de l'armée et 25 citations à l'ordre du corps d'armée.

### Entre-deux-guerres
Le régiment, dissout en 1919, n'existe plus entre les deux guerres.

### Seconde Guerre mondiale
Formée le 24 août 1939 sous le nom de 40e demi-brigade alpine de forteresse (DBAF), composée des 75e, 85e et 95e bataillons alpins de forteresse (BAF) et affecté au secteur fortifié des Alpes-Maritimes.

## Drapeau
Il porte, cousues en lettres d'or dans ses plis, les inscriptions suivantes :
- Marengo 1800
- Austerlitz 1805
- Saragosse 1809
- Fleurus 1815
- Verdun 1916
- Monastir 1916

## Décorations
Pas de citations au régiment
(citations à certaines compagnies et sections).

## Devise
La devise de la 40e DBAF est « Je meurs ou je m'accroche » en 1939-1940.

## Personnalités ayant servi au40eRI
- Claude Antoine Cappon de Château-Thierry alors lieutenant-colonel.
- Roger Cretin, alias le futur écrivain Roger Vercel, alors sous-lieutenant, en 1919[15].
- Louis Gain (1883-1963), naturaliste et explorateur.
- Pierre Jourdan, lieutenant, poète né à Aix-en-Provence en 1892[16], disparaît le 25 janvier 1917 dans le torpillage de l'Amiral Magon, qui transportait une partie du régiment vers Salonique.
- Théodore François Millet alors chef de bataillon
- Le chien Moustache, mascotte du régiment, qui fut plusieurs fois décoré durant les Guerres révolutionnaires et de l'Empire[17].
- Adhémar Passérieu (1841-1909), alors capitaine puis lieutenant-colonel
- François Pittié alors lieutenant-colonel
- Edmond Pierre Jean Claire Barthélémy Rode (1816-1883) alors lieutenant-colonel
- Albert Souques (1890-1952), Compagnon de la Libération.

## Sources et bibliographie
- Serge Andolenko, Recueil d'historiques de l'infanterie française, Paris, Eurimprim, 1969, 413 p. (OCLC 23418405).
- Historique du 40e Régiment d'infanterie de ligne par Émile Coste sous-lieutenant au 40e régiment d'Infanterie, Paris, Georges Chamerot (d)  Imprimeur-Éditeur, 1887.
- Émile Mugnot de Lyden, Nos 144 régiments de ligne, Paris, Éditions La Librairie Illustrée, 1888, 594 p. (lire en ligne).